# Перебивка
Перебивка — різновид монтажного кадру в кінематографі і на телебаченні, що містить об'єкти або деталі, які відсутні в попередньому і подальшому кадрах, при монтажі сцени, яка безперирвно переривається. Перебивка поряд з елліпсисом, вставкою, монтажними переходами (наплив, затемнення, витіснення) і іншими прийомами монтажу використовується для скорочення природного ходу часу події. На телебаченні часто використовується для маскування склейок прямої мови героїв, щоб уникнути стрибка зображення.

## Історія
В історії кінематографа перебивка з'явилася порівняно рано, принаймні в першій декаді ХХ століття. Так, російський кінознавець  М. Б. Ямпільський вказує, що перебивка зустрічається в короткометражній стрічці Девіда Гріффіта «Багато років потому».

## У теорії монтажу
В історії і теорії монтажу перебивка пов'язується з так званим «класичним монтажем» (classical Hollywood continuity system), який обслуговує «розповідний (образотворчий) кінематограф». С. М. Ейзенштейн, застосувавши даний термін, прагнув показати, що для фільмів цього типу принципово створити «ілюзію реальності», переконати глядача в достовірності того, що відбувається на екрані. Звідси, «розповідний (образотворчий) кінематограф» залежить від сюжету, композиції, сценарію і тощо, та має структуру, близьку літературному твору. Переважна більшість жанрових стрічок (мейнстрім) і відома частина незалежного кінематографу відноситься до цього типу. У той же час альтернативна система — «діалектичний (образний) монтаж», як правило, не пов'язана з розробкою сюжету, розкриттям характеру героя, створенням єдиного екранного простору і часу, тому рідше вдаються до перебивка такі різні авангардні і експериментальні напрямки в історії кінематографа, як відеоарт та інші.

## См. також
- Монтаж
- Монтажний перехід
- Коса склейка